# Маникан
Маника́н (фр. Manicamp) — коммуна во Франции, находится в регионе Пикардия. Департамент коммуны — Эна. Входит в состав кантона Вик-сюр-Эн. Округ коммуны — Лан.
Код INSEE коммуны — 02456.

## Население
Население коммуны на 2010 год составляло 309 человек.
| 1962 | 1968 | 1975 | 1982 | 1990 | 1999 | 2010 |
| ---- | ---- | ---- | ---- | ---- | ---- | ---- |
| 371  | 336  | 317  | 313  | 333  | 344  | 309  |

## Экономика
В 2010 году среди 205 человек трудоспособного возраста (15—64 лет) 155 были экономически активными, 50 — неактивными (показатель активности — 75,6 %, в 1999 году было 63,1 %). Из 155 активных жителей работали 133 человека (78 мужчин и 55 женщин), безработных было 22 (9 мужчин и 13 женщин). Среди 50 неактивных 18 человек были учениками или студентами, 18 — пенсионерами, 14 были неактивными по другим причинам.